# Chalinula spiculifera
Chalinula spiculifera är en svampdjursart som först beskrevs av Lendenfeld 1887.  Chalinula spiculifera ingår i släktet Chalinula och familjen Chalinidae. Inga underarter finns listade i Catalogue of Life.